# Чемпіонат світу з футболу 1986

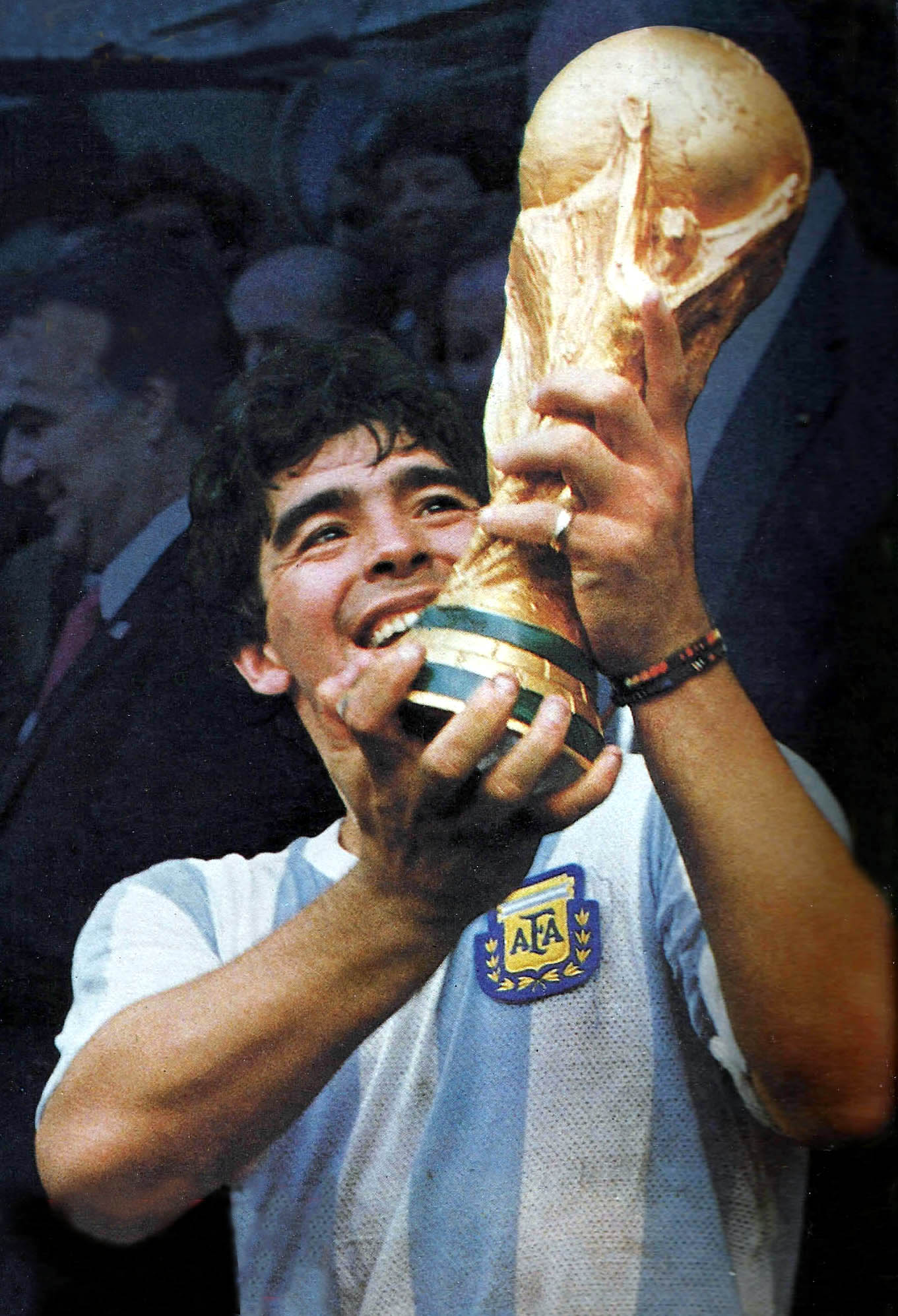
Дієго Марадона з кубком світу

Чемпіонат світу з футболу 1986 року — тринадцятий чемпіонат світу серед чоловічих збірних команд з футболу, що проходив  з 31 травня до 29 червня 1986 року в Мексиці, яка стала першою країною, що удруге прийняла світову футбольну першість.
Переможцем турніру, удруге у своїй історії, стала збірна Аргентини, яка обіграла у вирішальній грі збірну ФРН. Чемпіонат став зоряним часом для 25-річного на той час капітана аргентинців Дієго Марадони, який по його ходу відзначився п'ятьма голами, включаючи два свої найвідоміші голи, забиті у чвертьфіналі у ворота англійців, — «руку Бога» та «гол століття». Згодом аргентинець був визнаний гравцем чемпіонату.

## Вибір країни-господарки
У червні 1974 року ФІФА ухвалилв рішення довірити проведення чемпіонату світу 1986 року Колумбії, де матчі мали прийняти Богота, Медельїн, Калі, Перейра та Букараманга, а Барранкілья отримала статус резервного міста. На той час фінальна частина світової першості передбачала участь 16 команд, утім вже на ЧС-1982 в Іспанії змагалося 24 команди, що створювало додаткове навантаження на країну-господаря. Попри запевнення президента ФІФА Жуау Авеланжа в готовності організації повернутися до формату з 16 командами і попередню згоду президента Колумбії Хуліо Сесара Турбая прийняти турнір, 5 листопада 1982 року країна оголосила, що не може собі дозволити провести чемпіонат на умовах ФІФА.
11 березня 1983 року заявки на проведення першості 1986 року замість Колумбії подали Мексика, США та Канада, утім спеціальний комітет ФІФА передав Раді організації на розгляд лише першу з них, відхиливши дві останні через невідповідність критеріям. Таким чином залишився єдиний претендент на проведення світової першості, якого було офіційно оголошено 20 травня 1983 року попри протести представників США та Канади. Таким чином Мексика, що вже приймала футбольний чемпіонат світу 1970 року, стала першою країною-дворазовим господарем головного турніру світового футболу.

## Кваліфікаційний раунд і учасники
За результатами відбору уперше у своїй історії на світову першість пройшли три команди — збірні Канади, Данії та Іраку, остання з яких свої домашні ігри проводила на нейтральному полі через триваючу ірано-іракську війну.

### Учасники
Наступні 24 команди кваліфікувалися для участі у фінальному турнірі:

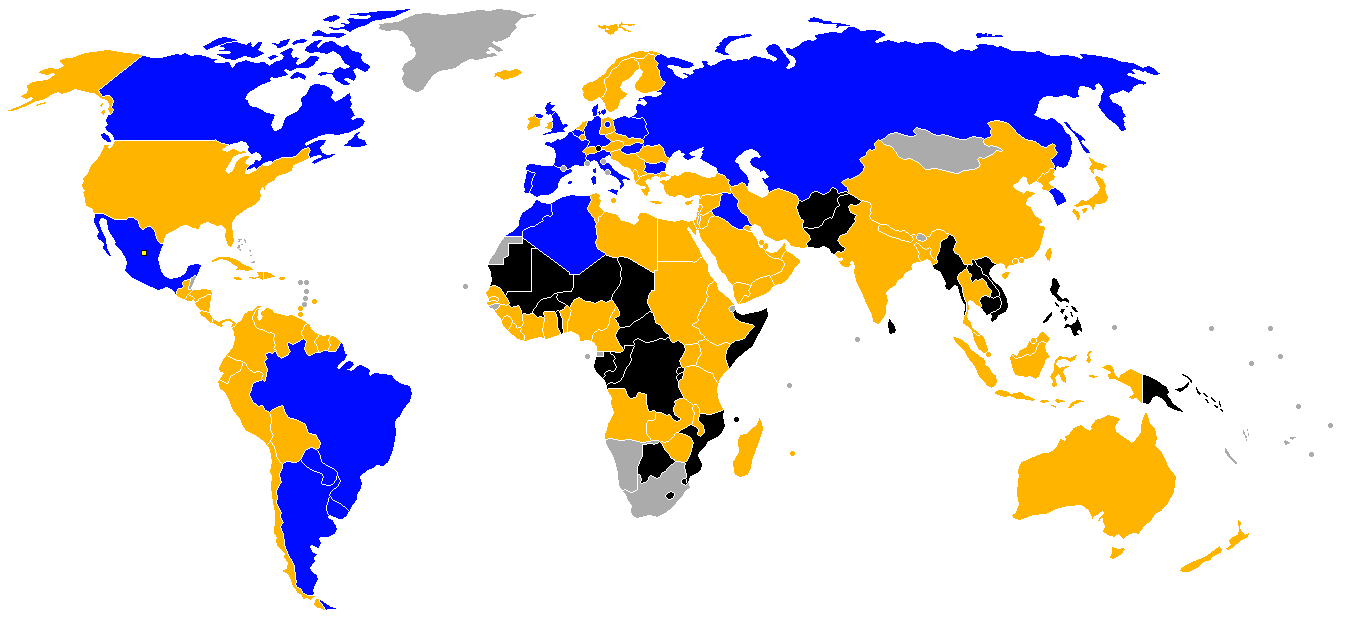
Країни, збірні яких кваліфікувалися на чемпіонат світу
Країни, чиї збірні не кваліфікувалися
Країни, чиї збірні не брали участі у відборі
Країни, що не входили до ФІФА

| АФК (2) - Ірак - Південна Корея КАФ (2) - Алжир - Марокко ОФК (0) - жодна команда | КОНКАКАФ (2) - Канада - Мексика (господарі) КОНМЕБОЛ (4) - Аргентина - Бразилія - Парагвай - Уругвай | УЄФА (14) - Бельгія - Болгарія - Данія - Англія - Франція - Угорщина - Італія (діючі чемпіони) - Північна Ірландія - Польща - Португалія - Шотландія - СРСР - Іспанія - ФРН |  |

## Міста та стадіони
Матчі турніру приймали 12 стадіонів в 11 містах Мексики. Найбільшим стадіоном чемпіонату була столична Ацтека місткістю понад 114 тисяч глядачів, яка прийняла дев'ять матчів, включаючи усі ігри групового етапу за участі збірної Мексики, а також фінальну гру. На решті футбольних арен відбулося від трьох до семи ігор.
Більшість міст-господарів турніру розташовані у центральній Мексиці на висоті 1,5-2,5 кілометри над рівнем моря, що навіть за умови тривалої акліматизації створювало для більшості команд-учасниць додаткові складнощі. Винятком були два стадіони в Монтерреї та його передмісті, де проблемою для футболістів була не висота, а спека — денна температура у північній пустельній частині країни влітку сягала 40 °C.
| Мехіко                                                 | Мехіко                                                                                       | Гвадалахара, Халіско                                                                         | Пуебла, Пуебла                       |
| ------------------------------------------------------ | -------------------------------------------------------------------------------------------- | -------------------------------------------------------------------------------------------- | ------------------------------------ |
| Ацтека                                                 | Олімпійський стадіон                                                                         | Халіско                                                                                      | Куаутемок                            |
| Місткість: 114,600                                     | Місткість: 72,212                                                                            | Місткість: 66,193                                                                            | Місткість: 46,416                    |
|                                                        |                                                                                              |                                                                                              |                                      |
| Сан-Ніколас-де-лос-Гарса, Нуево-Леон (район Монтеррея) | Мехіко Гвадалахара · Сапопан Монтеррей · СНДЛГ Керетаро Пуебла Толука-де-Лердо Ірапуато Леон | Мехіко Гвадалахара · Сапопан Монтеррей · СНДЛГ Керетаро Пуебла Толука-де-Лердо Ірапуато Леон | Керетаро, Керетаро                   |
| Естадіо Універсітаріо                                  | Мехіко Гвадалахара · Сапопан Монтеррей · СНДЛГ Керетаро Пуебла Толука-де-Лердо Ірапуато Леон | Мехіко Гвадалахара · Сапопан Монтеррей · СНДЛГ Керетаро Пуебла Толука-де-Лердо Ірапуато Леон | Коррехідора                          |
| Місткість: 43,780                                      | Мехіко Гвадалахара · Сапопан Монтеррей · СНДЛГ Керетаро Пуебла Толука-де-Лердо Ірапуато Леон | Мехіко Гвадалахара · Сапопан Монтеррей · СНДЛГ Керетаро Пуебла Толука-де-Лердо Ірапуато Леон | Місткість: 38,576                    |
|                                                        | Мехіко Гвадалахара · Сапопан Монтеррей · СНДЛГ Керетаро Пуебла Толука-де-Лердо Ірапуато Леон | Мехіко Гвадалахара · Сапопан Монтеррей · СНДЛГ Керетаро Пуебла Толука-де-Лердо Ірапуато Леон |                                      |
| Несауалькойотль, Мехіко (передмістя Мехіко)            | Мехіко Гвадалахара · Сапопан Монтеррей · СНДЛГ Керетаро Пуебла Толука-де-Лердо Ірапуато Леон | Мехіко Гвадалахара · Сапопан Монтеррей · СНДЛГ Керетаро Пуебла Толука-де-Лердо Ірапуато Леон | Монтеррей, Нуево-Леон                |
| Неса 86                                                | Мехіко Гвадалахара · Сапопан Монтеррей · СНДЛГ Керетаро Пуебла Толука-де-Лердо Ірапуато Леон | Мехіко Гвадалахара · Сапопан Монтеррей · СНДЛГ Керетаро Пуебла Толука-де-Лердо Ірапуато Леон | Естадіо Текнолохіко                  |
| Місткість: 34,536                                      | Мехіко Гвадалахара · Сапопан Монтеррей · СНДЛГ Керетаро Пуебла Толука-де-Лердо Ірапуато Леон | Мехіко Гвадалахара · Сапопан Монтеррей · СНДЛГ Керетаро Пуебла Толука-де-Лердо Ірапуато Леон | Місткість: 33,805                    |
|                                                        | Мехіко Гвадалахара · Сапопан Монтеррей · СНДЛГ Керетаро Пуебла Толука-де-Лердо Ірапуато Леон | Мехіко Гвадалахара · Сапопан Монтеррей · СНДЛГ Керетаро Пуебла Толука-де-Лердо Ірапуато Леон |                                      |
| Толука-де-Лердо, Мехіко                                | Ірапуато, Гуанахуато                                                                         | Леон, Гуанахуато                                                                             | Сапопан, Халіско (район Гвадалахари) |
| Немесіо Діес                                           | Серхіо Леон Чавес                                                                            | Леон                                                                                         | Трес де Марсо                        |
| Місткість: 32,612                                      | Місткість: 31,336                                                                            | Місткість: 30,531                                                                            | Місткість: 30,015                    |
|                                                        |                                                                                              |                                                                                              |                                      |

## Арбітри
| Азія - Фалладж Аш-Шанар - Джамаль Аш-Шаріф - Такада Сідзуо Африка - Алі Бін Нассер - Едвін Пікон-Аконг - Ідрісса Траоре Європа - Луїджі Аньйолін - Горст Бруммаєр - Валерій Бутенко - Войтех Христов - Джордж Кортні | - Андре Дайна - Богдан Дочев - Ерік Фредрікссон - Йоан Ігна - Ян Кейзер - Зігфрід Кіршен - Лайош Немет - Зоран Петрович - Алексіс Понне - Жоель Кінью - Фолькер Рот - Вікторіано Санчес Армініо - Карлос Сільва Валенте - Алан Снодді | Північна і Центральна Америка - Ромуло Мендес - Антоніо Маркес Рамірес - Девід Соча - Берні Ульоа Морера Океанія - Кріс Бембрідж Південна Америка - Ромуалдо Арппі Фільйо - Хесус Діас - Карлос Еспозіто - Габріель Гонсалес - Хосе Луїс Мартінес Басан - Ернан Сілва |

## Склади команд
Усі збірні скористалися правом заявити на турнір по 22 гравці, включаючи трьох воротарів.

## Формат
Аналогічно до попереднього чемпіонату світу участь у фінальній частині першості брали 24 команди, які на першому етапі турніру змагалися у шести групах по 4 команди у кожній. Утім далі, на відміну від формату ЧС-1982, проводився не другий груповий раунд, а відразу плей-оф за олімпійською системою. Плей-оф починався зі стадії 1/8 фіналу, відповідно його учасниками ставали не лише команди, що посіли перші і другі місця у своїх групах, але й чотири найкращі команди із шести, які завершили груповий етап на третіх місцях.

## Жеребкування
24 команди-учасниці були розподілені між чотирма кошиками для жеребкування першого групового етапу світової першості. Для кожної із шести груп було визначено сіяну команду, серед яких були господарі турніру мексиканці, діючі чемпіони світу італійці та решта півфіналістів попередньої світової першості, а також збірна Бразилії.
| Кошик 1 | Кошик 2                                                    | Кошик 3                                                    | Кошик 4                                                                      |
| --- | ---------------------------------------------------------- | ---------------------------------------------------------- | ---------------------------------------------------------------------------- |
| - Мексика (господар) - Італія (чемпіон 1982) - ФРН (срібний призер 1982) - Польща (бронзовий призер 1982) - Франція (четверте місце 1982) - Бразилія | - Англія - СРСР - Аргентина - Іспанія - Парагвай - Уругвай | - Алжир - Канада - Данія - Ірак - Марокко - Південна Корея | - Бельгія - Болгарія - Угорщина - Північна Ірландія - Португалія - Шотландія |

## Груповий етап

### Група A
Одним з учасників змагань у групі була збірна Південної Кореї, яка брала участь у фінальній частині світової першості уперше після 1954 року і на полях Мексики забила свої перші голи і здобула перше у своїй історії турнірне очко, зігравши унічию з болгарами.
| Поз | Команда        | І | В | Н | П | ГЗ | ГП | РГ | О | Кваліфікація     |
| --- | -------------- | - | - | - | - | -- | -- | -- | - | ---------------- |
| 1   | Аргентина      | 3 | 2 | 1 | 0 | 6  | 2  | +4 | 5 | Вихід до плей-оф |
| 2   | Італія         | 3 | 1 | 2 | 0 | 5  | 4  | +1 | 4 | Вихід до плей-оф |
| 3   | Болгарія       | 3 | 0 | 2 | 1 | 2  | 4  | −2 | 2 | Вихід до плей-оф |
| 4   | Південна Корея | 3 | 0 | 1 | 2 | 4  | 7  | −3 | 1 |                  |

| 31 травня 1986 |     |                |                              |
| Болгарія       | 1–1 | Італія         | Ацтека, Мехіко               |
| 2 червня 1986  |     |                |                              |
| Аргентина      | 3–1 | Південна Корея | Олімпійський стадіон, Мехіко |
| 5 червня 1986  |     |                |                              |
| Італія         | 1–1 | Аргентина      | Куаутемок, Пуебла            |
| Південна Корея | 1–1 | Болгарія       | Олімпійський стадіон, Мехіко |
| 10 червня 1986 |     |                |                              |
| Південна Корея | 2–3 | Італія         | Куаутемок, Пуебла            |
| Аргентина      | 2–0 | Болгарія       | Олімпійський стадіон, Мехіко |

### Група B

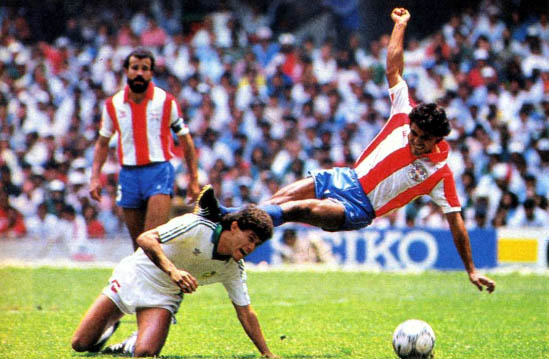
Франсіско Крус і Роберто Кабаньяс борються за м'яч у грі Мексика — Парагвай

| Поз | Команда     | І | В | Н | П | ГЗ | ГП | РГ | О | Кваліфікація     |
| --- | ----------- | - | - | - | - | -- | -- | -- | - | ---------------- |
| 1   | Мексика (H) | 3 | 2 | 1 | 0 | 4  | 2  | +2 | 5 | Вихід до плей-оф |
| 2   | Парагвай    | 3 | 1 | 2 | 0 | 4  | 3  | +1 | 4 | Вихід до плей-оф |
| 3   | Бельгія     | 3 | 1 | 1 | 1 | 5  | 5  | 0  | 3 | Вихід до плей-оф |
| 4   | Ірак        | 3 | 0 | 0 | 3 | 1  | 4  | −3 | 0 |                  |

| 3 червня 1986  |     |          |                               |
| Бельгія        | 1–2 | Мексика  | Ацтека, Мехіко                |
| 4 червня 1986  |     |          |                               |
| Парагвай       | 1–0 | Ірак     | Немесіо Діес, Толука-де-Лердо |
| 7 червня 1986  |     |          |                               |
| Мексика        | 1–1 | Парагвай | Ацтека, Мехіко                |
| 8 червня 1986  |     |          |                               |
| Ірак           | 1–2 | Бельгія  | Немесіо Діес, Толука-де-Лердо |
| 11 червня 1986 |     |          |                               |
| Парагвай       | 2–2 | Бельгія  | Немесіо Діес, Толука-де-Лердо |
| Ірак           | 0–1 | Мексика  | Ацтека, Мехіко                |

### Група C
Перед початком турніру одним з фаворитів на вихід із Групи C вважалася, з огляду на свої попередні результати, збірна Угорщини. Утім вже у першому ж колі змагання вона сенсаційно крупно, з рахунком 0:6, поступилася команді СРСР, чим суттєво ускладнила власне завдання з виходу до плей-оф, а з іншого боку зробила радянських футболістів в очах ексертів одними з фаворитів світової першості загалом.
Радянська збірна, основу якої складали київські «динамівці», що незадовго до чемпіонату здобули Кубок володарів кубків, завершили груповий турнір на першому місці, утім на стадії плей-оф вже в 1/8 фіналу поступилися у додатковий час збірній Бельгії. Попри це виступ команди був високо оцінений фахівцями, а радянські журналісти визнали збірну СРСР зразка 1986 року найсильнішою у своїй історії. Пізніше нападник київського «Динамо» Ігор Бєланов, який забив чотири голи на чемпіонаті світу, отримав Золотий м'яч найкращому футболісту Європи 1986 року.
| Поз | Команда  | І | В | Н | П | ГЗ | ГП | РГ | О | Кваліфікація     |
| --- | -------- | - | - | - | - | -- | -- | -- | - | ---------------- |
| 1   | СРСР     | 3 | 2 | 1 | 0 | 9  | 1  | +8 | 5 | Вихід до плей-оф |
| 2   | Франція  | 3 | 2 | 1 | 0 | 5  | 1  | +4 | 5 | Вихід до плей-оф |
| 3   | Угорщина | 3 | 1 | 0 | 2 | 2  | 9  | −7 | 2 |                  |
| 4   | Канада   | 3 | 0 | 0 | 3 | 0  | 5  | −5 | 0 |                  |

| 1 червня 1986 |     |          |                             |
| Канада        | 0–1 | Франція  | Леон, Леон                  |
| 2 червня 1986 |     |          |                             |
| СРСР          | 6–0 | Угорщина | Серхіо Леон Чавес, Ірапуато |
| 5 червня 1986 |     |          |                             |
| Франція       | 1–1 | СРСР     | Леон, Леон                  |
| 6 червня 1986 |     |          |                             |
| Угорщина      | 2–0 | Канада   | Серхіо Леон Чавес, Ірапуато |
| 9 червня 1986 |     |          |                             |
| Угорщина      | 0–3 | Франція  | Леон, Леон                  |
| СРСР          | 2–0 | Канада   | Серхіо Леон Чавес, Ірапуато |

### Група D
| Поз | Команда           | І | В | Н | П | ГЗ | ГП | РГ | О | Кваліфікація     |
| --- | ----------------- | - | - | - | - | -- | -- | -- | - | ---------------- |
| 1   | Бразилія          | 3 | 3 | 0 | 0 | 5  | 0  | +5 | 6 | Вихід до плей-оф |
| 2   | Іспанія           | 3 | 2 | 0 | 1 | 5  | 2  | +3 | 4 | Вихід до плей-оф |
| 3   | Північна Ірландія | 3 | 0 | 1 | 2 | 2  | 6  | −4 | 1 |                  |
| 4   | Алжир             | 3 | 0 | 1 | 2 | 1  | 5  | −4 | 1 |                  |

| 1 червня 1986     |     |                   |                                |
| Іспанія           | 0–1 | Бразилія          | Халіско, Гвадалахара           |
| 3 червня 1986     |     |                   |                                |
| Алжир             | 1–1 | Північна Ірландія | Трес де Марсо, Сапопан         |
| 6 червня 1986     |     |                   |                                |
| Бразилія          | 1–0 | Алжир             | Халіско, Гвадалахара           |
| 7 червня 1986     |     |                   |                                |
| Північна Ірландія | 1–2 | Іспанія           | Трес де Марсо, Zapopan         |
| 12 червня 1986    |     |                   |                                |
| Північна Ірландія | 0–3 | Бразилія          | Халіско, Гвадалахара           |
| Алжир             | 0–3 | Іспанія           | Естадіо Текнолохіко, Монтеррей |

### Група E

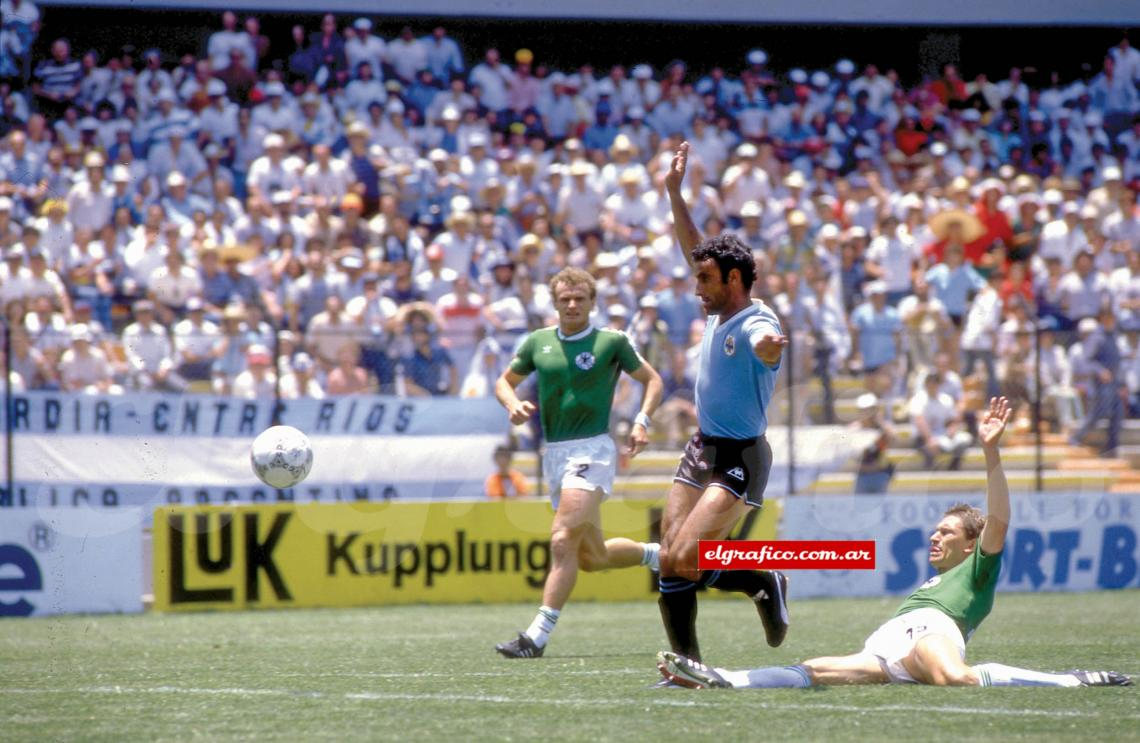
Антоніо Альсаменді забиває у ворота Західної Німеччини

| Поз | Команда   | І | В | Н | П | ГЗ | ГП | РГ | О | Кваліфікація     |
| --- | --------- | - | - | - | - | -- | -- | -- | - | ---------------- |
| 1   | Данія     | 3 | 3 | 0 | 0 | 9  | 1  | +8 | 6 | Вихід до плей-оф |
| 2   | ФРН       | 3 | 1 | 1 | 1 | 3  | 4  | −1 | 3 | Вихід до плей-оф |
| 3   | Уругвай   | 3 | 0 | 2 | 1 | 2  | 7  | −5 | 2 | Вихід до плей-оф |
| 4   | Шотландія | 3 | 0 | 1 | 2 | 1  | 3  | −2 | 1 |                  |

| 4 червня 1986  |     |           |                          |
| Уругвай        | 1–1 | ФРН       | Коррехідора, Керетаро    |
| Шотландія      | 0–1 | Данія     | Неса 86, Несауалькойотль |
| 8 червня 1986  |     |           |                          |
| ФРН            | 2–1 | Шотландія | Коррехідора, Керетаро    |
| Данія          | 6–1 | Уругвай   | Неса 86, Несауалькойотль |
| 13 червня 1986 |     |           |                          |
| Данія          | 2–0 | ФРН       | Коррехідора, Керетаро    |
| Шотландія      | 0–0 | Уругвай   | Неса 86, Несауалькойотль |

### Група F
| Поз | Команда    | І | В | Н | П | ГЗ | ГП | РГ | О | Кваліфікація     |
| --- | ---------- | - | - | - | - | -- | -- | -- | - | ---------------- |
| 1   | Марокко    | 3 | 1 | 2 | 0 | 3  | 1  | +2 | 4 | Вихід до плей-оф |
| 2   | Англія     | 3 | 1 | 1 | 1 | 3  | 1  | +2 | 3 | Вихід до плей-оф |
| 3   | Польща     | 3 | 1 | 1 | 1 | 1  | 3  | −2 | 3 | Вихід до плей-оф |
| 4   | Португалія | 3 | 1 | 0 | 2 | 2  | 4  | −2 | 2 |                  |

| 2 червня 1986  |     |            |                                  |
| Марокко        | 0–0 | Польща     | Естадіо Універсітаріо, Монтеррей |
| 3 червня 1986  |     |            |                                  |
| Португалія     | 1–0 | Англія     | Естадіо Текнолохіко, Монтеррей   |
| 6 червня 1986  |     |            |                                  |
| Англія         | 0–0 | Марокко    | Естадіо Текнолохіко, Монтеррей   |
| 7 червня 1986  |     |            |                                  |
| Польща         | 1–0 | Португалія | Естадіо Універсітаріо, Монтеррей |
| 11 червня 1986 |     |            |                                  |
| Англія         | 3–0 | Польща     | Естадіо Універсітаріо, Монтеррей |
| Португалія     | 1–3 | Марокко    | Естадіо Трес де Марсо, Сапопан   |

### Рейтинг третіх команд
| Поз | Груп | Команда           | І | В | Н | П | ГЗ | ГП | РГ | О | Кваліфікація     |
| --- | ---- | ----------------- | - | - | - | - | -- | -- | -- | - | ---------------- |
| 1   | B    | Бельгія           | 3 | 1 | 1 | 1 | 5  | 5  | 0  | 3 | Вихід до плей-оф |
| 2   | F    | Польща            | 3 | 1 | 1 | 1 | 1  | 3  | −2 | 3 | Вихід до плей-оф |
| 3   | A    | Болгарія          | 3 | 0 | 2 | 1 | 2  | 4  | −2 | 2 | Вихід до плей-оф |
| 4   | E    | Уругвай           | 3 | 0 | 2 | 1 | 2  | 7  | −5 | 2 | Вихід до плей-оф |
| 5   | C    | Угорщина          | 3 | 1 | 0 | 2 | 2  | 9  | −7 | 2 |                  |
| 6   | D    | Північна Ірландія | 3 | 0 | 1 | 2 | 2  | 6  | −4 | 1 |                  |

## Плей-оф
|  | 1/8 фіналу                           | 1/8 фіналу                           |                                      |       | Чвертьфінали   | Чвертьфінали |                    |                    | Півфінали | Півфінали |  |  | Фінал | Фінал |
|  |                                      |                                      |                                      |       |                |              |                    |                    |           |           |  |  |       |       |
|  | 16 червня – Пуебла                   |                                      |                                      |       |                |              |                    |                    |           |           |  |  |       |       |
|  |                                      |                                      |                                      |       |                |              |                    |                    |           |           |  |  |       |       |
|  | Аргентина                            | 1                                    |                                      |       |                |              |                    |                    |           |           |  |  |       |       |
|  | Аргентина                            | 1                                    | 22 червня – Мехіко (Ацтека)          |       |                |              |                    |                    |           |           |  |  |       |       |
|  | Уругвай                              | 0                                    |                                      |       |                |              |                    |                    |           |           |  |  |       |       |
|  | Уругвай                              | 0                                    | Аргентина                            | 2     |                |              |                    |                    |           |           |  |  |       |       |
|  | 18 червня – Мехіко (Ацтека)          |                                      | Аргентина                            | 2     |                |              |                    |                    |           |           |  |  |       |       |
|  |                                      | Англія                               | 1                                    |       |                |              |                    |                    |           |           |  |  |       |       |
|  | Англія                               | Англія                               | 1                                    | 3     |                |              |                    |                    |           |           |  |  |       |       |
|  | Англія                               |                                      | 25 червня – Мехіко (Ацтека)          | 3     |                |              |                    |                    |           |           |  |  |       |       |
|  | Парагвай                             | 0                                    |                                      |       |                |              |                    |                    |           |           |  |  |       |       |
|  | Парагвай                             | 0                                    | Аргентина                            | 2     |                |              |                    |                    |           |           |  |  |       |       |
|  | 18 червня – Керетаро                 |                                      | Аргентина                            | 2     |                |              |                    |                    |           |           |  |  |       |       |
|  |                                      | Бельгія                              | 0                                    |       |                |              |                    |                    |           |           |  |  |       |       |
|  | Данія                                | Бельгія                              | 0                                    | 1     |                |              |                    |                    |           |           |  |  |       |       |
|  | Данія                                | 22 червня – Пуебла                   |                                      | 1     |                |              |                    |                    |           |           |  |  |       |       |
|  | Іспанія                              | 5                                    |                                      |       |                |              |                    |                    |           |           |  |  |       |       |
|  | Іспанія                              | 5                                    | Іспанія                              | 1 (4) |                |              |                    |                    |           |           |  |  |       |       |
|  | 15 червня – Леон                     |                                      | Іспанія                              | 1 (4) |                |              |                    |                    |           |           |  |  |       |       |
|  |                                      | Бельгія (п.п.)                       | 1 (5)                                |       |                |              |                    |                    |           |           |  |  |       |       |
|  | СРСР                                 | Бельгія (п.п.)                       | 1 (5)                                | 3     |                |              |                    |                    |           |           |  |  |       |       |
|  | СРСР                                 |                                      | 29 червня – Мехіко (Ацтека)          | 3     |                |              |                    |                    |           |           |  |  |       |       |
|  | Бельгія (д.ч.)                       | 4                                    |                                      |       |                |              |                    |                    |           |           |  |  |       |       |
|  | Бельгія (д.ч.)                       | 4                                    | Аргентина                            | 3     |                |              |                    |                    |           |           |  |  |       |       |
|  | 16 червня – Гвадалахара              |                                      | Аргентина                            | 3     |                |              |                    |                    |           |           |  |  |       |       |
|  |                                      | ФРН                                  | 2                                    |       |                |              |                    |                    |           |           |  |  |       |       |
|  | Бразилія                             | ФРН                                  | 2                                    | 4     |                |              |                    |                    |           |           |  |  |       |       |
|  | Бразилія                             | 21 червня – Гвадалахара              |                                      | 4     |                |              |                    |                    |           |           |  |  |       |       |
|  | Польща                               | 0                                    |                                      |       |                |              |                    |                    |           |           |  |  |       |       |
|  | Польща                               | 0                                    | Бразилія                             | 1 (3) |                |              |                    |                    |           |           |  |  |       |       |
|  | 17 червня – Мехіко (Олімпіко)        |                                      | Бразилія                             | 1 (3) |                |              |                    |                    |           |           |  |  |       |       |
|  |                                      | Франція (п.п.)                       | 1 (4)                                |       |                |              |                    |                    |           |           |  |  |       |       |
|  | Італія                               | Франція (п.п.)                       | 1 (4)                                | 0     |                |              |                    |                    |           |           |  |  |       |       |
|  | Італія                               |                                      | 25 червня – Гвадалахара              | 0     |                |              |                    |                    |           |           |  |  |       |       |
|  | Франція                              | 2                                    |                                      |       |                |              |                    |                    |           |           |  |  |       |       |
|  | Франція                              | 2                                    | Франція                              | 0     |                |              |                    |                    |           |           |  |  |       |       |
|  | 17 червня – Сан-Ніколас-де-лос-Гарса |                                      | Франція                              | 0     |                |              |                    |                    |           |           |  |  |       |       |
|  |                                      | ФРН                                  | 2                                    |       | Фінал          | Фінал        |                    |                    |           |           |  |  |       |       |
|  | Марокко                              | ФРН                                  | 2                                    | 0     | Фінал          | Фінал        |                    |                    |           |           |  |  |       |       |
|  | Марокко                              | 21 червня – Сан-Ніколас-де-лос-Гарса | 21 червня – Сан-Ніколас-де-лос-Гарса | 0     |                |              | 28 червня – Пуебла | 28 червня – Пуебла |           |           |  |  |       |       |
|  | ФРН                                  | 21 червня – Сан-Ніколас-де-лос-Гарса | 21 червня – Сан-Ніколас-де-лос-Гарса | 1     |                |              | 28 червня – Пуебла | 28 червня – Пуебла |           |           |  |  |       |       |
|  | ФРН                                  | ФРН (п.п.)                           | 0 (4)                                | 1     | Бельгія (д.ч.) | 2            |                    |                    |           |           |  |  |       |       |
|  | 15 червня – Мехіко (Ацтека)          | ФРН (п.п.)                           | 0 (4)                                |       | Бельгія (д.ч.) | 2            |                    |                    |           |           |  |  |       |       |
|  |                                      | Мексика                              | 0 (1)                                |       | Франція        | 4            |                    |                    |           |           |  |  |       |       |
|  | Мексика                              | Мексика                              | 0 (1)                                | 2     | Франція        | 4            |                    |                    |           |           |  |  |       |       |
|  | Мексика                              |                                      |                                      | 2     |                |              |                    |                    |           |           |  |  |       |       |
|  | Болгарія                             | 0                                    |                                      |       |                |              |                    |                    |           |           |  |  |       |       |
|  | Болгарія                             | 0                                    |                                      |       |                |              |                    |                    |           |           |  |  |       |       |

### 1/8 фіналу
| 15 червня 1986 12:00 CST |

| Мексика                | 2–0      | Болгарія |
| ---------------------- | -------- | -------- |
| Негрете 34' Сервін 61' | Протокол |          |

| Ацтека, Мехіко Глядачів: 114,580 Арбітр: Ромуалдо Арппі Фільйо (Бразилія) |

| 15 червня 1986 16:00 CST |

| СРСР                          | 3–4 (д.ч.) | Бельгія                                       |
| ----------------------------- | ---------- | --------------------------------------------- |
| Бєланов 27', 70', 111' (пен.) | Протокол   | Шифо 56' Кулеманс 77' Демоль 102' Класен 110' |

| Леон, Леон Глядачів: 32,277 Арбітр: Ерік Фредрікссон (Швеція) |

| 16 червня 1986 12:00 CST |

| Бразилія                                                      | 4–0      | Польща |
| ------------------------------------------------------------- | -------- | ------ |
| Сократеш 30' (пен.) Жозімар 55' Едіньйо 79' Карека 83' (пен.) | Протокол |        |

| Халіско, Гвадалахара Глядачів: 45,000 Арбітр: Фолькер Рот (ФРН) |

| 16 червня 1986 16:00 CST |

| Аргентина    | 1–0      | Уругвай |
| ------------ | -------- | ------- |
| Паскуллі 42' | Протокол |         |

| Куаутемок, Пуебла Глядачів: 26,000 Арбітр: Луїджі Аньйолін (Італія) |

| 17 червня 1986 12:00 CST |

| Італія | 0–2      | Франція                 |
| ------ | -------- | ----------------------- |
|        | Протокол | Платіні 15' Стопіра 57' |

| Олімпіко, Мехіко Глядачів: 70,000 Арбітр: Карлос Еспозіто (Аргентина) |

| 17 червня 1986 16:00 CST |

| Марокко | 0–1      | ФРН         |
| ------- | -------- | ----------- |
|         | Протокол | Маттеус 87' |

| Естадіо Універсітаріо, Монтеррей Глядачів: 19,800 Арбітр: Зоран Петрович (Югославія) |

| 18 червня 1986 12:00 CST |

| Англія                       | 3–0      | Парагвай |
| ---------------------------- | -------- | -------- |
| Лінекер 31', 73' Бердслі 56' | Протокол |          |

| Ацтека, Мехіко Глядачів: 98,728 Арбітр: Джамаль Аш-Шаріф (Сирія) |

| 18 червня 1986 16:00 CST |

| Данія                | 1–5      | Іспанія                                                    |
| -------------------- | -------- | ---------------------------------------------------------- |
| Є. Ольсен 33' (пен.) | Протокол | Бутрагеньйо 43', 56', 80', 88' (пен.) Гойкоечеа 68' (пен.) |

| Коррехідора, Керетаро Глядачів: 38,500 Арбітр: Ян Кейзер (Нідерланди) |

### Чвертьфінали
| 21 червня 1986 12:00 CST |

| Бразилія                                        | 1–1 (д.ч.) | Франція                                         |
| ----------------------------------------------- | ---------- | ----------------------------------------------- |
| Карека 17'                                      | Протокол   | Платіні 40'                                     |
|                                                 | Пенальті   |                                                 |
| Сократеш · Алеман · Зіку · Бранко · Жуліо Сезар | 3–4        | Стопіра · Аморос · Беллон · Платіні · Фернандес |

| Халіско, Гвадалахара Глядачів: 65,000 Арбітр: Йоан Ігна (Румунія) |

| 21 червня 1986 16:00 CST |

| ФРН                                   | 0–0 (д.ч.) | Мексика                    |
| ------------------------------------- | ---------- | -------------------------- |
|                                       | Протокол   |                            |
|                                       | Пенальті   |                            |
| Аллофс · Бреме · Маттеус · Літтбарскі | 4–1        | Негрете · Кірарте · Сервін |

| Естадіо Універсітаріо, Монтеррей Глядачів: 41,700 Арбітр: Хесус Діас (Колумбія) |

| 22 червня 1986 12:00 CST |

| Аргентина         | 2–1      | Англія      |
| ----------------- | -------- | ----------- |
| Марадона 51', 55' | Протокол | Лінекер 81' |

| Ацтека, Мехіко Глядачів: 114,580 Арбітр: Алі Бін Нассер (Туніс) |

| 22 червня 1986 16:00 CST |

| Іспанія                                       | 1–1 (д.ч.) | Бельгія                                            |
| --------------------------------------------- | ---------- | -------------------------------------------------- |
| Сеньйор 85'                                   | Протокол   | Кулеманс 35'                                       |
|                                               | Пенальті   |                                                    |
| Сеньйор · Елой · Чендо · Бутрагеньйо · Віктор | 4–5        | Класен · Шифо · Броос · Верворт · Л. ван дер Ельст |

| Куаутемок, Пуебла Глядачів: 45,000 Арбітр: Зігфрід Кіршен (НДР) |

#### Півфінали
| 25 червня 1986 12:00 CST |

| Франція | 0–2      | ФРН                 |
| ------- | -------- | ------------------- |
|         | Протокол | Бреме 9' Феллер 90' |

| Халіско, Гвадалахара Глядачів: 45,000 Арбітр: Луїджі Аньйолін (Італія) |

| 25 червня 1986 16:00 CST |

| Аргентина         | 2–0      | Бельгія |
| ----------------- | -------- | ------- |
| Марадона 51', 63' | Протокол |         |

| Ацтека, Мехіко Глядачів: 114,500 Арбітр: Антоніо Маркес Рамірес (Мексика) |

### Матч за третє місце
| 28 червня 1986 12:00 CST |

| Бельгія                 | 2–4 (д.ч.) | Франція                                               |
| ----------------------- | ---------- | ----------------------------------------------------- |
| Кулеманс 11' Класен 73' | Протокол   | Феррері 27' Папен 43' Женгіні 104' Аморос 111' (пен.) |

| Куаутемок, Пуебла Глядачів: 21,000 Арбітр: Джордж Кортні (Англія) |

### Фінал
| 29 червня 1986 12:00 CST |

| Аргентина                            | 3–2      | ФРН                       |
| ------------------------------------ | -------- | ------------------------- |
| Браун 23' Вальдано 55' Бурручага 83' | Протокол | Румменігге 74' Феллер 80' |

| Ацтека, Мехіко Глядачів: 114,600 Арбітр: Ромуалдо Арппі Фільйо (Бразилія) |

## Особисті нагороди
Джерело:
| Золота бутса | Золотий м'яч   | Найкращий молодий гравець | Нагорода Fair Play |
| ------------ | -------------- | ------------------------- | ------------------ |
| Гарі Лінекер | Дієго Марадона | Енцо Шифо                 | Бразилія           |

## Бомбардири
Найкращим бомбардиром чемпіонату став англієць Гарі Лінекер, який забив шість голів. Загалом в іграх турніру 82 гравці забили 132 голи, включаючи два автоголи.
6 голів
- Гарі Лінекер

5 голів
- Дієго Марадона
- Карека
- Еміліо Бутрагеньйо

4 голи
- Хорхе Вальдано
- Пребен Елк'яер-Ларсен
- Алессандро Альтобеллі
- Бєланов Ігор Іванович

3 голи
- Ян Кулеманс
- Ніко Класен
- Єспер Ольсен
- Руді Феллер

2 голи
- Хорхе Бурручага
- Енцо Шифо
- Жозімар
- Сократеш
- Жан-П'єр Папен
- Мішель Платіні
- Яннік Стопіра
- Фернандо Кірарте
- Абдерразак Хаїрі
- Роберто Кабаньяс
- Хуліо Сезар Ромеро
- Рамон Марія Кальдере
- Клаус Аллофс

1 гол
- Джамель Зідан
- Хосе Луїс Браун
- Педро Паскуллі
- Оскар Руджері
- Стефан Демоль
- Ервін Ванденберг
- Франк Веркаутерен
- Даніель Вейт
- Едіньйо
- Пламен Гетов
- Наско Сіраков
- Йон Еріксен
- Мікаель Лаудруп
- Серен Лербю
- Пітер Бердслі
- Мануель Аморос
- Луїс Фернандес
- Жан-Марк Феррері
- Бернар Женгіні
- Домінік Рошто
- Жан Тігана
- Лайош Детарі
- Мартон Естергазі
- Ахмед Раді
- Луїс Флорес
- Мануель Негрете
- Уго Санчес
- Рауль Сервін
- Абделькрім Меррі
- Колін Кларк
- Норман Вайтсайд
- Влодзімеж Смолярек
- Карлуш Мануел
- Діамантіну
- Гордон Стракан
- Чхве Сун Хо
- Хо Джон Му
- Кім Джон Бу
- Пак Чхан Сон
- Алейніков Сергій Євгенович
- Блохін Олег Володимирович
- Рац Василь Карлович
- Родіонов Сергій Юрійович
- Яковенко Павло Олександрович
- Яремчук Іван Іванович
- Заваров Олександр Анатолійович
- Елой
- Андоні Гойкоечеа
- Хуліо Салінас
- Хуан Антоніо Сеньйор
- Антоніо Альсаменді
- Енцо Франческолі
- Андреас Бреме
- Лотар Маттеус
- Карл-Гайнц Румменігге

Автоголи
- Ласло Дайка (проти СРСР)
- Чо Гван Ре (проти Італії)

## Червоні картки
Вісім гравців були вилучені в іграх чемпіонату:
- Майк Свіні[5]
- Франк Арнесен[6]
- Рей Вілкінс[7]
- Томас Бертольд[8]
- Басіл Горгіс[9]
- Хав'єр Агірре[8]
- Хосе Батіста[10]
- Мігель Боссіо[11]